# Benjamin Ward Richardson
Sir Benjamin Ward Richardson (født 31. oktober 1828 i Somerby (Leicestershire), død 21. november 1896 i London) var en engelsk læge og hygiejniker.
Richardson studerede ved Andersonian University i Glasgow, tog 1854 doktorgraden ved St Andrews, blev derefter docent i retsmedicin og fysiologi ved den medicinske skole på Grosvenor Place, indtil dens ophævelse 1865. Han optoges i College of Physicians 1856, var 1873 Croonian lecturer og blev noget efter konsulterende læge ved St Marylebone General Dispensary. Richardson skrev 1856 The cause of coagulation of blood, der belønnedes med Astley Cooper-præmien og udkom 1858. Han grundede 1862 The journal of public health and sanitary review, der senere kaldtes The social science review. Richardson optogs 1893 i adelsstanden og i Royal Society, samtidig blev han læge ved London Temperance Hospital. Der foreligger en mængde arbejder fra Richardsons hånd, en del vedrører fysiologiske spørgsmål, deriblandt vivisektion og narkose, andre hviler på en bred basis og drejer sig om tuberkulose, alkoholisme og abstinens, misbrug af tobak og lignende. Han var tillige en flittig medicinhistorisk forfatter, der samlede disse sine afhandlinger i tidsskriftet The Asclepides 1885—95.